# Burg Grasdorf
Die Burg Grasdorf ist eine abgegangene Niederungsburg in der Bauweise einer mittelalterlichen Turmhügelburg (Motte) im Ortsteil Grasdorf der Stadt Neuenhaus in Niedersachsen. Von der im Mittelalter entstandenen Befestigungsanlage an der Vechte haben sich keine Baureste erhalten.

## Beschreibung
Der etwa 4,5 Meter hohe Burghügel liegt an einem Altarm der Vechte und wird von einem Graben umschlossen. Im Volksmund wird er „Osterberg“ oder „Poaschebarg“ genannt. Auf dem Hügel dürfte früher ein Wohnturm gestanden haben. Nach dem Zweiten Weltkrieg sollen noch wenige Granitquader von früheren Gebäuden vorhanden gewesen sein. Der Durchmesser des Erdhügels beträgt etwa 24 Meter; die gesamte Anlage mit dem umgebenden Graben umfasst rund 72 Meter. Der Graben war einst mit dem Fluss Vechte verbunden.
Archäologische Untersuchungen durch Ausgrabungen fanden in den Jahren 1880 und 1881 sowie im Jahr 1951 statt. Sie erbrachten Hinweise auf frühere Gebäude sowie Palisaden und förderten Fundstücke aus dem 12. und 13. Jahrhundert zutage.

## Geschichte
Die Burganlage wurde wahrscheinlich von den Grafen von Bentheim als Gegenburg zur Burg Lage angelegt. 1277 wurde die Burg als Lehen an eine Linie der Herren von Schonefeld vergeben. In der Mitte des 14. Jahrhunderts besaßen sie nur eine Hälfte der Burg, während die andere Hälfte den Bentheimer Grafen gehörte. 1385 wurde die Burg auch Olthus genannt, wahrscheinlich um sie von der um 1317 errichteten Wasserburg Dinkelrode im späteren Neuenhaus zu unterscheiden. Nach dem Erlöschen des Geschlechts derer von Grasdorf in der ersten Hälfte des 16. Jahrhunderts kamen die Herren von Viermund in den Besitz der Anlage. Danach ging sie an die Ripperda zu Weldam. Inzwischen von der Burg zum Gut geworden, erwarb es 1653 der Rentmeister Johann Meinerts. Seither wurde die Anlage nicht von ihren Eigentümern bewohnt und verfiel.